# 재독 한국인
재독 한국인(在獨韓國人, 독일어: Koreaner in Deutschland, 영어: Koreans in Germany) 또는 재독 교민(在獨橋民)은 독일에 거주하고 있는 한국인이다. 절대 다수의 재독 교민은 서독에서 외국인 노동자로 들어온 광부와 간호사이다. 현재 일부는 독일에 귀화하여 한국계 독일인이 되었고, 또 다른 일부는 귀환하거나 독일 영주권을 얻고 살고 있다. 

## 같이 보기
- 한국계 동포(코리언 디아스포라)
- 대한민국-독일 관계
- 대한민국의 간호사 및 광부 파독
- 독일마을(Deutsches Dorf)